# Louis Althusser
Louis Althusser (ur. 16 października 1918 w Birmandreis, zm. 22 października 1990 w Paryżu) – francuski filozof marksistowski, jeden z głównych przedstawicieli marksizmu strukturalistycznego.
Absolwent, a następnie profesor filozofii elitarnej École normale supérieure w Paryżu. Przez wiele dziesięcioleci działacz Francuskiej Partii Komunistycznej (PCF), z którą zerwał pod koniec życia. Był przewodnikiem ideowym młodzieży maoistowskiej i wychowawcą licznego grona uczonych. W ostatnim okresie życia stał się bezwzględnym krytykiem materializmu dialektycznego.
W 1980 roku Althusser udusił swoją żonę, po czym na trzy lata został umieszczony w klinice psychiatrycznej. Swój czyn częściowo wyjaśnił w autobiografii L’Avenir dure longtemps (Przyszłość trwa długo).
Wzorem dla niego byli: Karol Marks, Antonio Gramsci, Sigmund Freud i Jacques Lacan. Sam Althusser zainspirował i ukierunkował takich myślicieli, jak Michel Foucault, Alain Badiou, Étienne Balibar, Judith Butler, Anthony Giddens.

## Myśl
Wśród wczesnych prac Althussera znajduje się bardzo znacząca książka Czytanie „Kapitału”, będąca zbiorem prac Althussera oraz jego studentów pomyślanych jako protokoły z ich prób ponownego odczytania Kapitału Marksa z punktu widzenia filozofii. Problemem, który podejmuje książka, jest filozoficzny status teorii marksizmu jako „krytyki ekonomii politycznej” i jej przedmiot. W polskim wydaniu tej pracy zamieszczone są jedynie eseje Althussera i E. Balibara, podczas gdy francuski oryginał zawiera dodatkowo także artykuły J. Ranciere’a, P. Machereya i R. Estableta.
Niektóre stanowiska teoretyczne Althussera stały się bardzo wpływowe w filozofii marksistowskiej. We wstępie do zbioru artykułów pod tytułem Pour Marx – zapożyczając od francuskiego filozofa nauki Gastona Bachelarda termin „pęknięcia epistemologicznego” – wysuwa on tezę o wielkim „pęknięciu epistemologicznym”, jakie zaistniało w filozofii Marksa pomiędzy jego wczesnymi pismami (z lat 1840–1845) a dziełami późniejszymi, które są jego zdaniem właściwymi tekstami marksizmu. Jego szkic Marksizm a humanizm jest mocną deklaracją anty-humanizmu w teorii marksizmu i krytyką idei często wykorzystywanych przez marksistów takich jak „ludzki potencjał”, „natura ludzka” itp. jako pozostałości burżuazyjnej ideologii człowieczeństwa (ludzkości). W szkicu Contradiction et surdétermination zapożycza on z psychoanalizy pojęcie naddeterminacji (Freudowski termin to Überdeterminierung), aby w ten sposób zastąpić kategorię „sprzeczności” bardziej złożonym modelem wieloskładnikowej przyczynowości pojawiającej się w układach politycznych (koncepcja bardzo zbliżona do pojęcia hegemonii wprowadzonego do marksizmu przez Antonio Gramsciego).
Althusser jest też szeroko znany jako teoretyk ideologii, jego najpowszechniej znany tekst to esej Ideologie i ideologiczne aparaty państwa. W eseju tym rekonstruuje on pojęcie ideologii. Teoria ideologii rozwijana przez Althussera, w równym stopniu jak do Marksa i marksizmu, nawiązuje do psychoanalizy Freuda i Lacana i ich pojęć: nieświadomości oraz „fazy stadium lustra”; opisuje ona struktury wpajające indywiduom pojęcie podmiotowości. Struktury te są, zdaniem Althussera, represyjne, a zarazem nieuchronne – jest niemożliwe, aby uciec od ideologii; aby nie zostać przez nią upodmiotowionym (nie poddać się interpelacji). Z drugiej strony podkreśla on jednak, że należy przeciwstawić ideologię nauce, ta druga jest bowiem procesem bez podmiotu.
Trzeba zaznaczyć, że myśl Althussera przechodziła w ciągu jego życia przeobrażenia i była przedmiotem debat oraz sporów, szczególnie w kręgu marksizmu, dotyczących zwłaszcza jego teorii wiedzy (epistemologii).

### Cięcie epistemologiczne
Althusser dowodził, że myśl Marksa została zasadniczo niezrozumiana i niedoceniona. Zawzięcie zwalczał różne interpretacje jego prac – historystyczne, idealistyczne, ekonomistyczne – na gruncie tego, iż nie zdołały one uświadomić sobie, że wraz z „nauką historii” – materializmem historycznym – Marks stworzył rewolucyjną wizję przemiany społecznej. Wierzył, że te błędy, wynikają z mniemania, iż dzieło Marksa może być zrozumiane jako koherentna całość. W przeciwieństwie do nich Althusser utrzymywał, że w obrębie teorii Marksa zawiera się radykalne „cięcie epistemologiczne”. Twierdził, że prace młodego Marksa są skrępowane przez kategorie filozofii niemieckiej i klasycznej ekonomii politycznej, lecz wraz z „Ideologią niemiecką” ma w nich miejsce nagły, bezprecedensowy rozdział, który znamionuje przemieszczenie ku zupełnie innej „problematyce”, tzn. ku innym ramom teoretycznym, innemu zestawowi stawianych pytań i innym zagadnieniom. Według Althussera problem ten wiąże się z faktem, że nawet sam Marks nie uświadamiał sobie w pełni znaczenia swych własnych prac będąc jedynie w stanie zakomunikować o nim doraźnie i pośrednio. To przemieszczenie może zostać ujawnione na drodze uważnej i czułej „lektury symptomatycznej”. Zatem przedsięwzięcie Althussera polega na tym, aby pomóc nam w pełni uchwycić oryginalność i siłę nadzwyczajnej teorii Marksa poświęcając w badaniach tyleż uwagi temu, czego nie powiedział, co temu, co bezpośrednio wyraził. Utrzymywał, że Marks odkrył „kontynent wiedzy” – Historię – analogicznie do wkładu Talesa w matematykę, Galileusza w fizykę, lub lepiej Freuda w psychoanalizę, ponieważ struktura jego teorii nie przypomina niczego, co postulowali jego poprzednicy.
Althusser wierzył, że u podstaw odkrycia Marksa leżała przełomowa epistemologia skoncentrowana na odrzuceniu rozróżnienia pomiędzy podmiotem a przedmiotem, która czyni owo odkrycie nie do pogodzenia z jego poprzednikami. W przeciwieństwie do stanowiska empiryzmu, twierdził Althusser, filozofia Marksa – materializm dialektyczny – odpowiedziała na teorię wiedzy jako widzenia teorią wiedzy jako produkcji. Według poglądu empiryzmu podmiot wiedzy napotyka realny przedmiot i odkrywa jego esencję poprzez abstrahowanie. Dzięki założeniu, że myśl ma bezpośrednie przedstawienie ‘realnego’ przedmiotu, że myśl ma bezpośredni udział w rzeczywistości, empirysta wierzy, że prawda wiedzy polega na zgodności myśli podmiotu z przedmiotem zewnętrznym wobec samej myśli. Przeciwnie Althusser, rości sobie prawo do odnalezienia ukrytego w dziele Marksa poglądu o wiedzy jako „praktyce teoretycznej”. Dla Althussera praktyka teoretyczna ma miejsce wyłącznie w granicach świata myśli, pracując na obiektach teoretycznych i nigdy nie wchodząc w bezpośredni kontakt z prawdziwym przedmiotem, który zamierza poznać. Ta praktyka teoretyczna produkuje wiedzę za pomocą trzech „Powszechniaków”: I, „surowca” przednaukowych idei, abstrakcji i faktów; II ram pojęciowych (albo „problematyki”) wprowadzonych, by na nie wpływać; III gotowego produktu przekształconej jednostki teoretycznej, konkretnej wiedzy. Według tego poglądu zasadność wiedzy nie jest zapewniona przez jej zgodność z czymś zewnętrznym wobec niej samej; ponieważ materializm historyczny Marksa jest nauką, zawiera swoje własne wewnętrzne reguły dowodzenia. Nie znajduje się zatem pod wpływem interesów społecznych, klasy, ideologii, czy polityki i jest odrębny od ekonomicznej nadbudowy.
Oprócz tej wyjątkowej epistemologii teoria Marksa jest zbudowana na pojęciach (takich jak siły i stosunki produkcji), które nie mają odpowiedników w klasycznej ekonomii politycznej. Nawet, gdy przyswaja ona istniejące terminy – tak jak połączenie pojęć renty, zysku i procentu Ricarda przez teorię wartości dodatkowej – ich znaczenie i stosunek do innych pojęć znacznie się różni Ponadto siła wyjaśniająca materializmu historycznego jest odmienna niż klasycznej ekonomii politycznej; tam gdzie ekonomia polityczna wyjaśniała system ekonomiczny jako odpowiedź na indywidualne potrzeby, analiza Marksa wyjaśnia szerszy zakres zjawisk społecznych w kategoriach ról jakie odgrywają w ustrukturowanej całości. Zgodnie z tym Kapitał Marksa zarazem model ekonomii i opis struktury rozwoju całego społeczeństwa. Bardziej podstawowe jest jednak dla Marksa odrzucenie homo economicus, lub idei podtrzymywanej przez klasycznych ekonomistów, że potrzeby jednostek mogą być traktowane jako fakty dane niezależnie od jakichkolwiek form organizacji ekonomicznej, a zatem mogłyby służyć za przesłankę dla teorii wyjaśniającej charakter sposobu produkcji jako niezależny punkt wyjściowy dla teorii społeczeństwa. Według poglądu Althussera Marks nie dowodził po prostu, że ludzkie potrzeby są w przeważającym stopniu stworzone przez ich środowisko społeczne, a zatem zmienne w zależności od miejsca i czasu; raczej porzucił samą ideę, że może istnieć teoria, tego, jacy są ludzie, uprzednia wobec jakiejkolwiek teorii, tego jak stali się takimi, jakimi są.
Choć Althussera nieugięcie pozostawał przy twierdzeniu o jego istnieniu, zaznaczał później, że to wydarzenie około 1845, stanowiące punkt zwrotny, nie było tak ściśle określone, ślady humanizmu, historyzmu i heglizmu mogły być znalezione i w Kapitale. Poszedł nawet tak daleko, że oznajmił, iż jedynie marksowska Krytyka Programu Gotajskiego oraz notatki na marginesie książki A. Wagnera były całkowicie wolne od ideologii humanizmu. Zgodnie z tym, Althusser zastąpił swoją wcześniejszą definicję filozofii Marksa jako „teorii praktyki teoretycznej” nowym przekonaniem o istnieniu „polityki na polu historii” i „walki klas w teorii”. Althusser rozważał pęknięcie epistemologiczne jako będące procesem zamiast ściśle określonym wydarzeniem, jako produkt nieprzerwanej walki przeciw ideologii. Oddzielenie ideologii od nauki lub filozofii, nie było więc raz na zawsze zapewnione przez pęknięcie epistemologiczne.

### Poziomy i praktyki
Z powodu przekonania Marksa o tym, że jednostka jest produktem społeczeństwa, próby budowy teorii społeczeństwa na uprzedniej koncepcji jednostki są – według poglądu Althussera – bezcelowe. Przedmiotem obserwacji nie jest jednostkowy element ludzki, lecz raczej ‘struktura’. Jak zauważył, Marks nie wyjaśniał społeczeństwa przez odwołanie do właściwości indywidualnych osób – ich przekonań, pragnień, upodobań i sądów – lecz raczej definiował je jako zestaw trwałych „poziomów” i praktyk. Korzystał z tych analiz, by bronić materializm historyczny Marksa przed zarzutem, że bezceremonialnie postuluje istnienie bazy (poziom ekonomiczny) i ‘wznoszącej się nad nią’ nadbudowy (kultura/polityka), aby następnie próbować wyjaśnić wszystkie aspekty nadbudowy przez odwołanie do cech (ekonomicznej) bazy (jest to dobrze znana metafora architektoniczna). Dla Althussera błędem było przypisywanie tego – opartego na wulgarnie materialistycznym determinizmie ekonomicznym – poglądu Marksowi: w tym samym stopniu, w jakim krytykuje on ideę, że teoria społeczna może być oparta na historycznej koncepcji ludzkich potrzeb, krytykuje ideę, że praktyka ekonomiczna może być używana w izolacji, aby tłumaczyć inne aspekty społeczeństwa. Althusser wierzył, że baza i nadbudowa istnieją niezależnie, aczkolwiek zachowywał klasyczne marksistowskie rozumienie determinacji bazy ‘w ostatniej instancji’ (choć z pewnym rozwinięciem i rewizją). Przewagą poziomów i praktyk jako punktu wyjścia nad jednostkami jest to, że choć każda praktyka jest jedynie częścią złożonej całości społeczeństwa, praktyka jest sama w sobie całością i jako taka składa się z rozmaitych części różnego rodzaju; na praktykę ekonomiczną na przykład składają się: surowce, narzędzia indywidualne osoby itd. i wszystkie one połączone w procesie produkcji. Althusser wyobraża sobie społeczeństwo jako zbiór takich całości – praktyki ekonomicznej, praktyki ideologicznej i praktyki prawno-politycznej – połączonych ze sobą nawzajem, które choć względnie autonomiczne, razem tworzą jedną złożoną i ustrukturowaną całość (formację społeczną). Z tej perspektywy wszystkie poziomy i praktyki są zależne od siebie nawzajem. Na przykład wśród stosunków produkcji społeczeństw kapitalistycznych są kupno i sprzedaż siły roboczej przez kapitalistów i robotników. Te stosunki są częścią praktyki ekonomicznej, ale mogą istnieć w kontekście systemu prawnego, który ustanawia jednostki jako kupujących i sprzedawców; co więcej ten układ musi być podtrzymywany środkami politycznymi i ideologicznymi. Widać z tego, że postać praktyki ekonomicznej zależy od nadbudowy i vice versa. Był to dla niego moment reprodukcji konstytuujący istotną rolę nadbudowy.

### Sprzeczność i naddeterminacja
Analiza rozumiana w kategoriach niezależnych poziomów i praktyk pomaga wyobrazić sobie, jak zorganizowane jest społeczeństwo, lecz także pozwala nam zrozumieć zmianę społeczną, a zatem dostarcza teorii historii. Althusser wyjaśnia reprodukcję stosunków produkcji przez odniesienie do przejawów praktyki politycznej i ideologicznej; odwrotnie, wyłanianie się nowych stosunków produkcji może być wyjaśnione porażką tychże mechanizmów. Teoria Marksa zdaje się postulować system, w którym nierównowaga dwóch części może prowadzić do równającego dostosowania na innych poziomach, lub – czasami – poważnej reorganizacji całości. Aby rozwinąć tę ideę Althusser opiera się na pojęciach sprzeczności i nie-sprzeczności, które, jak twierdzi, zostają wyjaśnione przez ich odniesienie do złożonej ustrukturowanej całości. Praktyki są sprzeczne, gdy ze sobą „zgrzytają” i nie-sprzeczne, gdy się nawzajem wspierają. Althusser opracowuje te pojęcia przez odniesienie do dokonanych przez Lenina analiz Rewolucji Rosyjskiej.
Na przykład Lenin – pomimo rozpowszechnionego w Europie na początku XX w. malkontenctwa -postulował, że to właśnie Rosja była krajem, w którym doszło do rewolucji, ponieważ występowały w niej wszystkie możliwe sprzeczności, jakie w tym czasie mogły pojawić się w jednym państwie. Była ona, według jego słów, „najsłabszym ogniwem w łańcuchu państw imperialistycznych”. Wyjaśnił rewolucję przez odniesienie do dwóch grup okoliczności: po pierwsze, istnienia w Rosji wyzysku na wielką skalę w miastach, okręgach górniczych, etc., rozbieżności między industrializacją miast i średniowiecznymi warunkami na wsi oraz do braku jedności wśród rządzącej klasy.; po drugie, polityki zagranicznej prowadzonej przez rewolucjonistów, takich jak wygnane przez Cara elity, które następnie stały się „wyrafinowanymi socjalistami”.
Dla Althussera przykład ten popiera jego twierdzenie, że marksowskie wyjaśnienie przemiany społecznej jest bardziej złożone, niż ujmowanie jej jako wyniku pojedynczej sprzeczności między siłami a stosunkami produkcji. Różnice między wydarzeniami w Rosji i w Zachodniej Europie uwypuklają, że sprzeczność między siłami a stosunkami produkcji jest – być może – niezbędna, ale niewystarczająca by doprowadzić do rewolucji. Wyżej wymienione okoliczności, które wywołały rewolucję w Rosji, były różnorodne i nie mogą być postrzegane jako przejawy jednej wielkiej sprzeczności. Każda była sprzecznością w obrębie partykularnej całości społecznej na różnym poziomie strukturalnym praktyki społecznej. Z tego Althusser wyciąga wniosek, że marksowska koncepcja sprzeczności jest nie do oddzielenia od koncepcji ustrukturowanej całości społecznej. Aby podkreślić, że zmiany w strukturze społecznej odnoszą się do licznych sprzeczności, Althusser opisuje te zmiany jako „naddeterminowane” – korzystając z terminu zaczerpniętego od S. Freuda. Ta interpretacja pozwala nam wyjaśnić, jak wiele okoliczności może grać rolę w biegu wydarzeń i co więcej pozwala nam pojąć, że te stany rzeczy mogą się łączyć, aby wytworzyć nieoczekiwaną zmianę społeczną, lub „zerwanie”.
Jednakże Althusser nie zamierza mówić, że wszystkie wydarzenia, które powodują przemianę społeczną mają taki sam status przyczynowy, gdyż – zarazem – część złożonej całości, praktyka ekonomiczna jest, zgodnie z jego poglądem, „strukturą dominującą”: gra główną rolę w określaniu stosunków między pozostałymi sferami i ma na nie większy wpływ, niż one na nią. Najbardziej znaczącym aspektem społeczeństwa (aspekt religijny w formacjach feudalnych i ekonomiczny w kapitalistycznych) jest nazywany „instancją dominującą”, zaś on jest – z kolei – „w ostatniej instancji” określony przez ekonomię. Dla Althussera praktyka ekonomiczna społeczeństwa określa, który jego aspekt dominuje w społeczeństwie jako całości.
Althusserowskie rozumienie sprzeczności w kategoriach dialektyki – prawdopodobnie bardziej złożone i materialistyczne niż innych marksistów – jest próbą oczyszczenia marksizmu z wpływów/pozostałości dialektyki heglowskiej (idealistycznej) i stanowi istotny składnik jego ogólnego anty-humanistycznego stanowiska.

### Ideologiczne aparaty państwa
Ponieważ Althusser utrzymywał, że nasze pragnienia, wybory, zamiary, upodobania, sądy itd., są konsekwencją praktyk społecznych, uważał, że konieczne jest zrozumienie tego, jak społeczeństwo tworzy jednostki na swoje podobieństwo. Wewnątrz społeczeństw kapitalistycznych jednostka ludzka jest zasadniczo uznawana za podmiot obdarzony własnością bycia samoświadomym i ‘odpowiedzialnym’. Dla Althussera jednak, zdolność osoby do postrzegania siebie w ten sposób nie jest jej dana z przyrodzenia. Jest ona – raczej – nabyta wewnątrz struktury przyjętych praktyk społecznych, które narzucają jednostkom rolę (formę) podmiotu. Praktyki społeczne określają – zarazem – charakterystyczne cechy jednostki i zaszczepiają w niej ideę zakresu właściwości, które może posiadać oraz ograniczeń każdej jednostki. Althusser przekonuje, że wiele z naszych ról i działań jest nam wpajane przez praktykę społeczną: na przykład produkcja hutników jest częścią praktyki ekonomicznej, podczas gdy produkcja prawników jest częścią praktyki polityczno-prawnej. Jednakże inne właściwości jednostki, takie jak jej przekonania dotyczące dobrego życie, czy jej metafizyczne przemyślenia natury jaźni nie dają się łatwo umieścić w tych kategoriach. Według poglądu Althussera nasze wartości, pragnienia i upodobania zostają nam wpojone przez praktykę ideologiczną, sferę, która posiada własność konstytuowania jednostek jako podmiotów. Praktyka ideologiczna zawiera w sobie asortyment instytucji nazwanych przez Althussera Ideologicznymi Aparatami Państwa (IAP); zawierają się w nich: rodzina, media, organizacje religijne i – co najważniejsze – system edukacyjny; jak również idee, które te propagują. Nie istnieje jednak pojedynczy IAP, który wytwarza w nas przekonanie, że jesteśmy samoświadomymi podmiotami. Czerpiemy to przekonanie w toku nauki, tego: czym jest bycie córką, uczniem, czarnym, hutnikiem, radnym i tak dalej.
Mimo że istnieje wiele jej instytucjonalnych form, funkcja i struktura ideologii jest niezmienna i stale obecna w historii; jak twierdzi Alhusser, „ideologia nie ma historii”. Wszystkie ideologie konstytuują podmiot, choćby nawet podmioty te mogły się od siebie różnić, zależnie od każdej poszczególnej ideologii. Althusser zilustrował to pamiętnym pojęciem „wołania” lub „interpelacji”. By to zilustrować, korzysta z przykładu jednostki idącej ulicą, słyszącej nagle krzyk policjanta: “Hej ty tam!”. Jednostka odpowiada odwracając się i tym prostym ruchem swego ciała przeobraża się w podmiot. Wołana jednostka rozpoznaje siebie jako wołany podmiot i wie, że ma odpowiedzieć. Choćby nawet w jej chodzeniu po ulicy nie było nic podejrzanego, rozpoznaje ona, że – w rzeczy samej – to ona jest tym, kto jest wołany. To rozpoznanie jest nie-rozpoznaniem (méconnaissance), gdyż działa ono retroaktywnie: materialna jednostka jest zawsze – już ideologicznym podmiotem nawet przed urodzeniem. „Przeobrażenie” jednostki w podmiot zawsze już się stało; Althusser przyznaje się tu do długu u Spinozy i jego teorii immanencji. Aby to naświetlić, Althusser proponuje przykład chrześcijańskiej ideologii religijnej. Ideologia uosobiona przez Głos Boga, poucza osobę co do tego, jakie jest jej miejsce w świecie i co musi robić, by być w zgodzie z Chrystusem. Z tego Althusser wyciąga wniosek, że warunkiem, aby osoba rozpoznała się jako chrześcijanin, jest bycie już przez nią podmiotem, to znaczy danie przez nią odpowiedzi na Boskie wezwanie – przez postępowanie według Jego zasad, zaręcza ona o sobie jako wolnym podmiocie, autorze czynu, za który bierze odpowiedzialność. Według Althussera tożsamość zdobywamy widząc siebie odbitych w ideologiach, to jest, przez bycie zsubiektywizowanym sobą stajemy się podmiotem.
Po powyższych rozważaniach, Althusser wysuwa dwie tezy o ideologii: I, „Ideologia przedstawia urojony stosunek jednostek do ich realnych warunków bytowych”; II, „Ideologia istnieje materialnie”. Pierwsza teza przedstawia znajome marksistowskie twierdzenie, że ideologia posiada funkcję maskowania porządku wyzysku, na którym opierają się społeczeństwa klasowe.
Druga teza postuluje, że ideologia nie istnieje w formie “idei”, czy świadomych „przedstawień” w „umysłach jednostek. Na ideologię składają się – raczej – czyny i zachowania ciał kierowanych przez swoje ulokowanie wśród materialnych aparatów.
Centralne – dla poglądu na jednostki jako odpowiedzialne podmioty – jest pojęcie objaśniającego powiązania pomiędzy przekonaniem i czynem, zgodnie, z którym:
„Każdy obdarzony „świadomością” „podmiot”, wierzący w „idee”, które owa „świadomość” w nim pobudza i akceptuje, winien „działać według swych idej”, a więc powinien wpisać w akty swej praktyki materialnej swoje własne idee wolnego podmiotu”
Dla Althussera jest to jeszcze jeden rezultat praktyki społecznej:
„Powiemy więc, skupiając się tylko na podmiocie (pewnej jednostce), że idee jego wiary istnieją materialnie, ponieważ owe idee są materialnymi czynnościami wpisanymi w materialną praktykę, regulowaną przez materialne rytuały, które same są określone przez materialny aparat ideologiczny, od którego zależą idee tego podmiotu (...) Idee jako takie znikły (jako istniejące idealnie, duchowo) w tym samym zakresie, w jakim okazało się, że ich istnienie było wpisane w akty praktyk regulowanych przez rytuały określane w ostatniej instancji przez aparat ideologiczny. Okazuje się więc, że podmiot działa o tyle, o ile jest wprawiany w ruch przez następujący system (wymieniony w porządku rzeczywistej determinacji): ideologia istniejąca w materialnym aparacie ideologicznym, narzuca materialne praktyki regulowane przez materialne rytuały, które to praktyki istnieją w materialnych aktach podmiotu działającego z całą świadomością według swego przekonania.”
Te materialne rytuały mogą być porównane z pojęciem „habitus” Pierre’a Bourdieu. IAP mogą także antycypować „instytucje dyscyplinarne” Foucaulta, które są przykładem krytycznego przemyślenia teorii ideologii Althussera.
Althusser rozpoznawał także jak istotną rolę pełni to, co nazwał „Represyjnymi Aparatami Państwa”. W czasach, gdy pewne jednostki oraz grupy stanowią zagrożenie dla panującego porządku, państwo przywołuje Represyjne Aparaty Państwa. Najłagodniejszymi spośród RAP są systemy prawne oraz gmachy, gdzie przywołuje się publiczny – rzekomo – język umowy, aby władać jednostkowym i kolektywnym zachowaniem. Gdy zagrożenie dla dominującego porządku wzrasta, państwo zwraca się ku coraz bardziej fizycznym i surowym środkom: uwięzienie, siły policyjne a ostatecznie interwencja wojskowa, stosowane są przez klasy rządzące jako odpowiedź.

## Najważniejsze teksty
- Montesqieu, la politique et l’histoire (1959);
- Pour Marx (1965; wyd. polskie: W imię Marksa, przeł. M. Herer, Wydawnictwo Krytyki Politycznej, 2009);
- Lire le Capital (z Étienne Balibarem; I wydanie 1965; II, skrócone, wydanie 1969; wyd. polskie: Czytanie „Kapitału”, tłum. W. Dłuski, PIW 1975);
- Lenine et la philosophie (1968);
- Marx et Lenine devant Hegel (1972);
- Response a John Lewis (1973; wyd. polskie: W odpowiedzi Johnowi Lewisowi, tłum. A. Staroń, ZSP 1988);
- Elements d’autocritique (1974);
- Philosophie et la philosophie spontanee des savants (1974);
- Positions (1976).